# Midbresrabben
Midbresrabben är en kulle i Antarktis. Den ligger i Östantarktis. Norge gör anspråk på området. Toppen på Midbresrabben är 1 660 meter över havet, eller 208 meter över den omgivande terrängen. Bredden vid basen är 2,5 km.
Terrängen runt Midbresrabben är huvudsakligen lite kuperad. Trakten är obefolkad. Det finns inga samhällen i närheten.